# Leziuni renale acute
Leziunile renale acute (AKI), denumite anterior insuficiență renală acută (ARF), este o pierdere bruscă a funcției renale care se dezvoltă în decurs de 7 zile.
Cauzele sale sunt numeroase. În general, aceasta apare din cauza deteriorării țesutului rinichiului cauzată de scăderea fluxului sanguin renal (ischemie renală) din orice cauză (de exemplu, a tensiunii arteriale reduse), expunerea la substanțe dăunătoare rinichiului, un proces inflamator în rinichi sau o obstrucție a tractului urinar care împiedică fluxul de urină. AKI este diagnosticat pe baza rezultatelor de laborator caracteristice, dacă valorile ar fi crescute pentru azotul ureic din sânge și creatinină, sau inabilitatea rinichilor de a produce cantități suficiente de urină.
AKI poate duce la o serie de complicații, inclusiv acidoză metabolică, niveluri ridicate de potasiu, uremie, modificări ale echilibrului fluidelor în  corp, și efecte asupra altor sisteme de organe, inclusiv moartea. Persoanele care au experimentat AKI pot avea un risc crescut de boală renală cronică în viitor. Managementul include tratamentul cauzei subiacente și îngrijirea de susținere, cum ar fi terapia de substituție renală.